# Klong Puja
Klong puja (thailändisch กลองปูจา) ist eine große zweifellige Zylindertrommel, die in Nord-Thailand verwendet wird.
Die klong puja wird aus Hartholz gefertigt. Die Membranen sind mit Holzpflöcken am Rand befestigt. Sie bildet mit drei kleineren Trommeln, die luk tum genannt werden, ein Set, mit dem unterschiedlichen Tonhöhen spielbar sind.
Die Trommel wird mit einem Paar Holzstöcken geschlagen und gehört zu religiösen Zeremonien in buddhistischen Tempeln.